# Valea Lungă (okręg Sălaj)
Valea Lungă – wieś w Rumunii, w okręgu Sălaj, w gminie Zalha. W 2011 roku liczyła 84 mieszkańców.